# Arquivo de computador

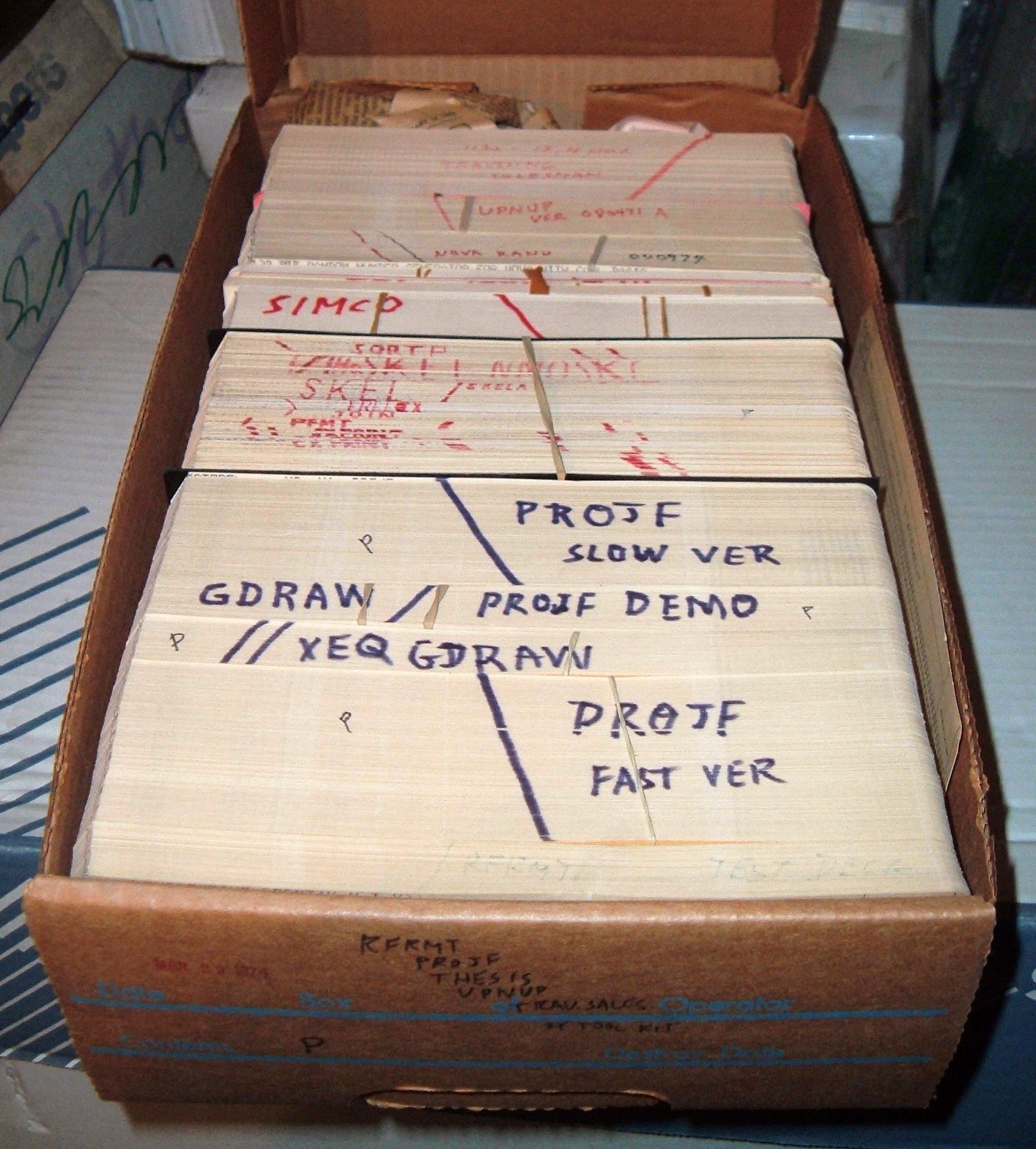
Um arquivo de cartão perfurado.

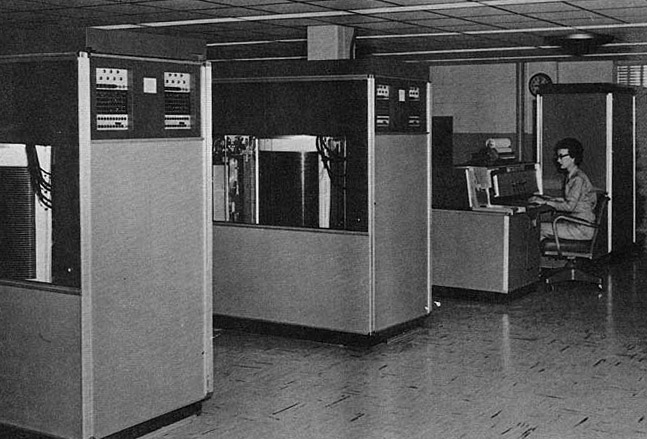
Os arquivos do disco duplo de um sistema IBM 305.

Um arquivo de computador (português brasileiro) ou ficheiro de computador (português europeu) é um recurso para armazenamento de informação, que está disponível a um programa de computador e é normalmente baseado em algum tipo de armazenamento durável. Um arquivo é durável no sentido que permanece disponível aos programas para utilização após o programa em execução ter sido finalizado. Arquivos de computador podem ser considerados como o equivalente moderno dos documentos em papel que tradicionalmente são armazenados em arquivos de escritórios e bibliotecas, sendo esta a origem do termo.
As unidades de armazenamento, por exemplo os discos rígidos, possuem detalhes complexos de implementação, o arquivo esconde estes detalhes para que o usuário possa manipular de maneira mais simples as informações. Um arquivo pode ser considerado como um objeto, possuindo um nome que o identifica, atributos e valores.
Os arquivos podem conter dados estruturados ou não. Os arquivos não estruturados possuem uma sequência de bytes, já os estruturados podem vir organizados em registros ou em árvore (estrutura de dados). A implementação do sistema de arquivos, incluindo o formato de arquivo, é de responsabilidade do sistema operacional, ou seja, cada arquivo depende da decisão do projetista do sistema operacional.
Alguns sistemas operacionais como o UNIX não ligam para extensão do arquivo ou sua estrutura interna, simplesmente tratando cada arquivo como uma sequência de bytes não estruturados, deixando a responsabilidade de interpretar seu significado ao programa que o abriu.

## Etimologia
A palavra "arquivo" (em inglês, "file") foi usada publicamente no contexto de armazenamento de computador desde fevereiro de 1950. Em um anúncio da RCA (Radio Corporation of America) na revista Popular Science descrevendo um novo canal de vácuo de "memória" que ela tinha desenvolvido, a RCA afirmou:
"...os resultados de inúmeros cálculos pode ser armazenados "em arquivo" e extraídos novamente. Esse "arquivo" agora existe em um tubo de "memória" desenvolvido nos laboratórios da RCA. Eletronicamente ele mantém figuras alimentadas em máquinas de calcular, guarda-as em armazenamento enquanto memoriza novas - acelera soluções inteligentes através de labirintos de matemática."
Em 1952, "arquivo" foi usado em referência a informações armazenadas em cartões perfurados.
Nas primeiras utilizações, as pessoas consideravam o hardware subjacente (em vez do conteúdo) como o arquivo. Por exemplo, as unidades de disco IBM 350 eram chamados de "arquivos do disco".
Sistemas como o Compatible Time-Sharing System introduziram o conceito de um sistema de arquivos, que gerenciava vários "arquivos" virtuais em um dispositivo de armazenamento, dando ao termo o seu significado atual. Nomes dos arquivos em CTSS teve duas partes, um "nome principal" legível ao usuário e um "nome secundário", indicando o tipo de arquivo.
Esta convenção continua em uso por vários sistemas operacionais de hoje, incluindo o Microsoft Windows.
Apesar do termo atual "arquivo de registro" mostrar o conceito inicial de arquivos, seu uso diminuiu bastante.